# SECOR 4
SECOR 4 (ang. SEquential COllation of Range) – amerykański wojskowy satelita naukowy. Służył do badań związanych z nawigacją satelitarną i geodezją. Stanowił część programu SECOR. Misja nieudana.
Statek pozostaje na orbicie okołoziemskiej, której trwałość szacowana jest na 5000 lat.